# Rock Against Communism
Rock Against Communism (RAC) naziv je za "white power" rock glazbu i pokret.
Nastao je tijekom 80-tih godina dvadesetog stoljeća u Velikoj Britaniji, prije svega pod utjecajem sastava kao što su Skrewdriver, Brutal Attack i ostali. Usprkos imenu, pjesme ovog žanra rjeđe sadržavaju antikomunističke teme već se uglavnom tiču nacionalističkim, neonacističkim, rasističkim i antisemitističkim temama. Ime je nastalo radi opozicije britanskoj kampanji Rock Against Racism iz 1976. godine. RAC nastaje u Velikoj Britaniji 1978. i pokrenuli su ga određeni radikalno desno orijentirani aktivisti povezani s britanskom političkom strankom National Front. Najpoznatiji od njih je Ian Stuart Donaldson, član sastava Skrewdriver, jednog od ključnih sastava ovog žanra. Neki od ostalih poznatih sastava su; Brutal Attack, Skullhead, Landser, Bound For Glory, Squadron, Sudden Impact, Ovaltinees, Lionheart, No Remorse, Macht und Ehre, Violent Storm, Battlezone i drugi.

## RAC sastavi
- Stahlgewitter
- Oidoxie
- Race War
- Final War
- RaHoWa
- Fortress ‎

## Vanjske poveznice
- Informacije o RAC-u na Gods of the Blood: The Pagan Revival and White Separatism
- Informacije o RAC-u na Jewish Defense League
- Informacije o RAC-u na Encyclopedia of White Power: A Sourcebook on the Radical Racist Right